# Wilkasy (district Gołdap)
Wilkasy (Duits: Wilkassen; 1938-1945: Kleineichicht) is een plaats in het Poolse woiwodschap Ermland-Mazurië, in het district Gołdapski. De plaats maakt deel uit van de stad- en landgemeente Gołdap en telt 130 inwoners.

## Sport en recreatie
Door deze plaats loopt de Europese wandelroute E11. De E11 loopt van Den Haag naar het oosten, naar de grens Polen/Litouwen. Ter plaatse komt de route van het zuiden van Golubie Wężewskie en vervolgt in noordwestelijke richting naar Gołdap.